# Buiyacusi
Buiyacusi (en idioma mayo Buyya kusi: "Suena la tierra") es una localidad tipo congregación del municipio de Navojoa ubicada en el sur del estado mexicano de Sonora. Según los datos del Censo de Población y Vivienda realizado en 2010 por el Instituto Nacional de Estadística y Geografía (INEGI), Buiyacusi tiene un total de 659 habitantes.

## Geografía
Buiyacusi se sitúa en las coordenadas geográficas 27°08'54" de latitud norte y 109°25'41" de longitud oeste del meridiano de Greenwich, a una elevación de 47 metros sobre el nivel del mar.